# Ierland op de Olympische Zomerspelen 2000
Ierland nam deel aan de Olympische Zomerspelen 2000 in Sydney, Australië. Er werd één medaille gewonnen deze editie.

## Medailleoverzicht
| Sport    | Olympiër         | Discipline | Medaille |
| -------- | ---------------- | ---------- | -------- |
| Atletiek | Sonia O'Sullivan | 5000m (v)  | Zilver   |

## Deelnemers en resultaten

### Atletiek
| Olympiër                                                 | Discipline            | Resultaat | Prestatie                                              |
| -------------------------------------------------------- | --------------------- | --------- | ------------------------------------------------------ |
| Paul Brizzell                                            | 100m (m)              | 63e       | serie 4: 6de in 10,62                                  |
| Paul Brizzell                                            | 200m (m)              | 36e       | serie 9: 4de in 20,98                                  |
| Tomas Coman                                              | 400m (m)              | 38e       | serie 9: 5de in 46,17                                  |
| David Matthews                                           | 800m (m)              | 43e       | serie 2: 5de in 1.48,77                                |
| James Nolan                                              | 1500m (m)             | 23e       | serie 1: 9de in 3.40,50                                |
| Mark Carroll                                             | 5000m (m)             | 16e       | serie 2: 7de in 13.30,60                               |
| Peter Coghlan                                            | 110m horden (m)       | 23e       | serie 2: 6de in 14,03 kwartfinale 4: 7de in 13,86      |
| Tom McGuirk                                              | 400m horden (m)       | 51e       | serie 4: 7de in 51,73                                  |
| John McAdorey Gary Ryan Tom Comyns Paul Brizzell         | 4x100m (m)            | 16e       | serie 3: 3de in 39,26 (NR)                             |
| Paul McKee Tomas Coman Robert Daly Paul Opperman         | 4x400m (m)            | 23e       | serie 2: 3de in 3.07,42                                |
| Robert Heffernan                                         | 20km snelwandelen (m) | 28e       | 1:26.04                                                |
| Jamie Costin                                             | 50km snelwandelen (m) | 38e       | 4:24.22                                                |
| Brendan Reilly                                           | hoogspringen (m)      | 23e       | kwalificatie groep B: 11de met 2,20m                   |
| John Menton                                              | discuswerpen (m)      | 40e       | kwalificatie groep A: 20ste met 54,21m                 |
| Brendan Reilly                                           | discuswerpen (m)      | 36e       | kwalificatie groep B: 18de met 57,37m                  |
| Terry McHugh                                             | speerwerpen (m)       | 20e       | kwalificatie groep A: 13de met 79,90m                  |
| Paddy McGrath                                            | kogelslingeren (m)    | 40e       | kwalificatie groep A: 20ste met 67,00m                 |
|                                                          |                       |           |                                                        |
| Paul Brizzell                                            | 100m (v)              | 24e       | serie 2: 3de in 11,56 kwartfinale 4: 7de in 11,53      |
| Paul Brizzell                                            | 200m (v)              | 32e       | serie 2: 5de in 23,433                                 |
| Karen Shinkins                                           | 400m (v)              | 34e       | serie 3: 4de in 53,27                                  |
| Sinead Delahunty                                         | 1500m (v)             | 25e       | serie 3: 7de in 4.11,75                                |
| Breda Dennehy-Willis                                     | 5000m (v)             | 35e       | serie 3: 13de in 15.49,58                              |
| Rosemary Ryan                                            | 5000m (v)             | 23e       | serie 1: 8ste in 15.33,05                              |
| Sonia O'Sullivan                                         | 5000m (v)             | Zilver    | serie 1: 1ste in 15.07,91 finale: 2de in 14.41,02 (NR) |
| Breda Dennehy-Willis                                     | 10000m (v)            | 22e       | serie 2: 11de in 33.17,45                              |
| Sonia O'Sullivan                                         | 10000m (v)            | 23e       | serie 1: 7de in 32.29,93 finale: 6de in 30.53,37 (NR)  |
| Susan Smith-Walsh                                        | 400m horden (v)       | 19e       | serie 4: 4de in 57,08                                  |
| Karen Shinkins Martina McCarthy Emily Maher Ciara Sheehy | 4x400m (v)            | 16e       | serie 3: 6de in 3.32,24 (NR)                           |
| Olive Loughnane                                          | 20km snelwandelen (v) | 35e       | 1:38.23                                                |
| Gillian O'Sullivan                                       | 20km snelwandelen (v) | 10e       | 1:33.10                                                |

### Badminton
| Olympiër     | Discipline    | Resultaat | Prestatie                                                |
| ------------ | ------------- | --------- | -------------------------------------------------------- |
| Sonya McGinn | enkelspel (v) | 17e       | 1ste ronde: vrij 2de ronde: V van NED Audina: 3-11, 6-11 |

### Boksen
| Olympiër      | Discipline | Resultaat | Prestatie                             |
| ------------- | ---------- | --------- | ------------------------------------- |
| Michael Roche | -71kg (m)  | 17e       | 1ste ronde: V van TUR Karagöllü: 4-17 |

### Kanovaren
| Olympiër              | Discipline    | Resultaat | Prestatie                                                |
| Slalom                | Slalom        | Slalom    | Slalom                                                   |
| --------------------- | ------------- | --------- | -------------------------------------------------------- |
| Ian Wiley             | K-1 (m)       | 16e       | kwalificatie: 16de in 266,42                             |
|                       |               |           |                                                          |
| Eadaoin Ní Challarain | K-1 (v)       | 18e       | kwalificatie: 18de in 331,49                             |
| Sprint                |               |           |                                                          |
| Gary Mawer            | K-1 500m (m)  | 30e       | serie 4: 8ste in 1.49,705                                |
| Gary Mawer            | K-1 1000m (m) | 26e       | serie 2: 6de in 3.45,787 halve finale 1: 9de in 3.50,363 |

### Paardensport
| Olympiër                                                      | Discipline  | Resultaat | Prestatie                         |
| Dressuur                                                      | Dressuur    | Dressuur  | Dressuur                          |
| ------------------------------------------------------------- | ----------- | --------- | --------------------------------- |
| Heike Holstein                                                | individueel | 42e       | Grand Prix Test: 42ste met 62,76% |
| Eventing                                                      |             |           |                                   |
| Austin O'Connor                                               | individueel | 17e       | 97,0 strafpunten                  |
| Trevor Smith                                                  | individueel | 18e       | 101,8 strafpunten                 |
| Susan Shortt Patricia Donegan Nicola Cassidy Virginia McGrath | team        | 5e        | 270,0 strafpunten                 |

### Roeien
| Olympiër                                                  | Discipline             | Resultaat | Prestatie                                                                     |
| --------------------------------------------------------- | ---------------------- | --------- | ----------------------------------------------------------------------------- |
| Neville Maxwell Neal Byrne Gearoid Towey Anthony O'Connor | lichte vier-zonder (m) | 11e       | serie 2: 5de in 6.18,94 herkansingen: 5de in 6.10,30 finale B: 5de in 6.09,84 |

### Schietsport
| Olympiër      | Discipline             | Resultaat | Prestatie                                               |
| ------------- | ---------------------- | --------- | ------------------------------------------------------- |
| Alan Lewis    | 50m geweer liggend (m) | 41e       | kwalificatie: 41ste met 587 punten (97-97-97-98-100-98) |
| Derek Burnett | trap (m)               | 18e       | kwalificatie: 18de met 111 punten (66-45)               |
| David Malone  | trap (m)               | 22e       | kwalificatie: 22ste met 110 punten (66-44)              |

### Wielersport
| Olympiër       | Discipline       | Resultaat    | Prestatie      |
| Mountainbike   | Mountainbike     | Mountainbike | Mountainbike   |
| -------------- | ---------------- | ------------ | -------------- |
| Robin Seymour  | mannen           | 28e          | 2:20.41        |
|                |                  |              |                |
| Tarja Owens    | vrouwen          | 29e          | op 1 ronde     |
| Weg            |                  |              |                |
| David McCann   | wegwedstrijd (m) | 43e          | 5:30.46        |
| Ciarán Power   | wegwedstrijd (m) | 74e          | 5:34.58        |
|                |                  |              |                |
| Deirdre Murphy | wegwedstrijd (v) | DNF          | niet gefinisht |

### Zeilen
| Olympiër                     | Discipline  | Resultaat | Prestatie                                   |
| ---------------------------- | ----------- | --------- | ------------------------------------------- |
| David Burrows                | finn (m)    | 9e        | 69 punten: (9-16-7-15-19-1-10-1-6-12-8)     |
|                              |             |           |                                             |
| Maria Coleman                | europe (v)  | 12e       | 86 punten: (11-5-3-15-17-7-11-17-9-14-11)   |
|                              |             |           |                                             |
| Mark Mansfield David O'Brien | star klasse | 14e       | 90 punten: (15-12-12-10-7-9-13-3-11-13-OCS) |

### Zwemmen
| Olympiër       | Discipline           | Resultaat | Prestatie                |
| -------------- | -------------------- | --------- | ------------------------ |
| Andrew Bree    | 100m schoolslag (m)  | 41e       | serie 4: 3de in 1.04,58  |
| Andrew Bree    | 200m schoolslag (m)  | 27e       | serie 4: 5de in 4.18,14  |
| Colin Lowth    | 200m vlinderslag (m) | 37e       | serie 3: 8ste in 2.03,91 |
|                |                      |           |                          |
| Chantal Gibney | 50m vrije slag (v)   | 48e       | serie 5: 6de in 27,46    |
| Chantal Gibney | 100m vrije slag (v)  | 42e       | serie 3: 7de in 58,79    |
| Chantal Gibney | 200m vrije slag (v)  | 28e       | serie 3: 4de in 2.05,24  |
| Chantal Gibney | 400m vrije slag (v)  | 34e       | serie 1: 4de in 4.23,73  |
| Emma Robinson  | 100m schoolslag (v)  | 29e       | serie 3: 5de in 1.13,41  |

Albanië · Algerije · Amerikaanse Maagdeneilanden · Amerikaans-Samoa · Andorra · Angola · Antigua en Barbuda · Argentinië · Armenië · Aruba · Australië · Azerbeidzjan · Bahama's · Bahrein · Bangladesh · Barbados · België · Belize · Benin · Bermuda · Bhutan · Bolivia · Bosnië en Herzegovina · Botswana · Brazilië · Britse Maagdeneilanden · Brunei · Bulgarije · Burkina Faso · Burundi · Cambodja · Canada · Centraal-Afrikaanse Republiek · Chili · China · Chinees Taipei · Colombia · Comoren · Congo-Brazzaville · Congo-Kinshasa · Cookeilanden · Costa Rica · Cuba · Cyprus · Denemarken · Djibouti · Dominica · Dominicaanse Republiek · Duitsland · Ecuador · Egypte · El Salvador · Equatoriaal-Guinea · Eritrea · Estland · Ethiopië · Fiji · Filipijnen · Finland · Frankrijk · Gabon · Gambia · Georgië · Ghana · Grenada · Griekenland · Groot-Brittannië · Guam · Guatemala · Guinee · Guinee‑Bissau · Guyana · Haïti · Honduras · Hongarije · Hongkong · Ierland · IJsland · India · Indonesië · Irak · Iran · Israël · Italië · Ivoorkust · Jamaica · Japan · Jemen · Joegoslavië · Jordanië · Kaaimaneilanden · Kaapverdië · Kameroen · Kazachstan · Kenia · Kirgizië · Koeweit · Kroatië · Laos · Lesotho · Letland · Libanon · Liberia · Libië · Liechtenstein · Litouwen · Luxemburg · Macedonië · Madagaskar · Malawi · Malediven · Maleisië · Mali · Malta · Marokko · Mauritanië · Mauritius · Mexico · Micronesië · Moldavië · Monaco · Mongolië · Mozambique · Myanmar · Namibië · Nauru · Nederland · Nederlandse Antillen · Nepal · Nicaragua · Nieuw-Zeeland · Niger · Nigeria · Noord-Korea · Noorwegen · Oeganda · Oekraïne · Oezbekistan · Oman · Oostenrijk · Pakistan · Palau · Palestina · Panama · Papoea-Nieuw-Guinea · Paraguay · Peru · Polen · Portugal · Puerto Rico · Qatar · Roemenië · Rusland · Rwanda · Saint Kitts en Nevis · Saint Lucia · Saint Vincent en Grenadines · Salomonseilanden · Samoa · San Marino ·  Sao Tomé en Principe · Saoedi-Arabië · Senegal · Seychellen · Sierra Leone · Singapore · Slovenië · Slowakije · Soedan · Somalië · Spanje · Sri Lanka · Suriname · Swaziland · Syrië · Tadzjikistan · Tanzania · Thailand · Togo · Tonga · Trinidad en Tobago · Tsjaad · Tsjechië · Tunesië · Turkije · Turkmenistan · Uruguay · Vanuatu · Venezuela · Verenigde Arabische Emiraten · Verenigde Staten · Vietnam · Wit-Rusland · Zambia · Zimbabwe · Zuid-Afrika · Zuid-Korea · Zweden · Zwitserland · Individuele olympische atleten